# 게와 다치
게와 다치(종카어: ཀེ་བ་དར་ཚི་는 감자와 전통 치즈인 다치로 만든 부탄의 전통 요리이다. 에마 다치보다 덜 맵다.

## 이름
종카어 "게와(ཀེ་བ་)"는 "감자"를, "다치(དར་ཚི་)"는 "치즈"를 뜻한다.

## 만들기
감자는 한 입 크기로 썬다. 치즈로는 다치를 쓰지만, 추르피 등 비슷한 치즈로 대체할 수 있으며, 체더 치즈 등의 다른 치즈를 함께 쓰기도 한다. 한 입 크기로 썬 감자를 잘게 썬 고추, 토마토, 양파, 마늘 등과 함께 냄비에 넣고 물을 부어 끓인 다음, 채소들이 익으면 잘게 간 치즈를 넣어 녹인다.

## 같이 보기
- 에마 다치